# Bridgeville (Delaware)
Bridgeville és una població dels Estats Units a l'estat de Delaware. Segons el cens del 2000 tenia 1.436 habitants.

## Demografia
Segons el cens del 2000, Bridgeville tenia 1.436 habitants, 570 habitatges, i 381 famílies. La densitat de població era de 684,5 habitants per km².
Dels 570 habitatges en un 33,9% hi vivien nens de menys de 18 anys, en un 40,7% hi vivien parelles casades, en un 20,9% dones solteres, i en un 33% no eren unitats familiars. En el 27,4% dels habitatges hi vivien persones soles el 12,1% de les quals corresponia a persones de 65 anys o més que vivien soles. El nombre mitjà de persones vivint en cada habitatge era de 2,52 i el nombre mitjà de persones que vivien en cada família era de 3,02.
Per edats la població es repartia de la següent manera: un 28,7% tenia menys de 18 anys, un 8,8% entre 18 i 24, un 27% entre 25 i 44, un 19,4% de 45 a 60 i un 16% 65 anys o més.
L'edat mediana era de 33 anys. Per cada 100 dones de 18 o més anys hi havia 85,8 homes.
La renda mediana per habitatge era de 26.579 $ i la renda mediana per família de 30.083 $. Els homes tenien una renda mediana de 25.536 $ mentre que les dones 20.298 $. La renda per capita de la població era de 14.965 $. Aproximadament el 24,9% de les famílies i el 27,4% de la població estaven per davall del llindar de pobresa.

## Poblacions properes
El següent diagrama mostra les poblacions més properes.